# Jean Gijsberto de Mey van Streefkerk (1782-1841)
Pour les articles homonymes, voir Jean Gijsberto de Mey van Streefkerk.
Jean Gijsberto baron de Mey van Streefkerk, seigneur de Streefkerk et Nieuw-Lekkerland, surnommé « la Cloche » (de Klok), né le 17 avril 1782 à Leyde et mort le 5 janvier 1841 à La Haye, est un fonctionnaire et homme d'État néerlandais. 

## Biographie
Jean de Mey van Streefkerk fait partie d'une famille de régents de Leyde. Son père, Jean Gijsberto de Mey van Streefkerk, a été bourgmestre de Leyde de 1824 à 1843. Il fait ses études de droit romain et de droit moderne a l'université de la ville., dont il sort diplômé le 24 juillet 1802. 
En 1803, il est nommé secrétaire de l'ambassade batave Paris, sous la direction de Rutger Jan Schimmelpenninck. Il y reste jusqu'au 28 avril 1805, date à laquelle  Schimmelpenninck est nommé Grand-pensionnaire de la République batave. Il reste dans cette fonction dans le gouvernement du roi de Hollande Louis Bonaparte, qui succède à Schimmelpenninck en juin 1806. Le 1er octobre, il est nommé secrétaire de la commission des affaires fiscales. 
En 1810, la Hollande est intégrée à l'Empire français, et Jean de Mey van Streefkerk devient secretaire du Syndicat d'Hollande, une caisse chargée de gérer les dettes du royaume de Hollande. En 1813, après le départ des Français, il prit fonction au sein du commissariat-général des affaires de l'Intérieur. La même année, il devint secrétaire du conseil d'État puis, en 1815, il devient secrétaire du cabinet du roi Guillaume Ier, dont il restera le plus proche conseiller.
En 1818, il est nommé conseiller d'État puis secrétaire d'État, en responsabilité du conseil de gouvernement, de 1823 à 1835. Cette année-là, il est nommé ministre d'État et membre de la première Chambre des États généraux. 

## Distinctions
- 1826 : baron
- 1819 : commandeur de l'ordre du Lion néerlandais
- 1835 : grand-croix de l'ordre du Lion néerlandais